# لويس هيرناندو دي لاراميندي إي رويز
كان لويس هيرناندو دي لاراميندي إي رويز (27 سبتمبر 1882 – 1957) سياسيًا ومنظرًا إسبانيًا عضوًا في الحركة الكارلية. مع أن فترة ولايته زعيمًا في الحزب كانت قصيرة إلى حد ما (1919 – 1921)، إلا أنه برز كشخصية مهمة في تاريخ الحركة الكارلية في القرن العشرين، وظل بين قادتها لمدة 40 عامًا وشارك في عمليات صنع القرار فيها منذ منتصف العقد الثاني وحتى منتصف العقد السادس من القرن العشرين. بصفته مؤلف، كُرّم لاراميندي إي رويز عن عمله: النظام التقليدي، محاضرة أرثوذكسية عن التقليدية.  

## العائلة والشباب
كانت عائلة والد لويس مرتبطة بمنطقة القشتالة القديمة، إذ حصل أحد أسلافه على اعتراف بصفته عضوًا في وحدة كورا ميرينو التي قاتلت الفرنسيين خلال حرب الاستقلال، كما قاتل تحت قيادة القائد نفسه خلال الحرب الكارلية الأولى. أشير إلى أجداد لويس باسم «لابرادوريس موديستوس». نشأ والد لويس، ماريانو هرناندو رويز (1861-1913) في بلدية ريازا في مقاطعة سيغوفيا. تخرج الأب من كلية الطب إلا أنه لم يمارس العمل بمهنة الطب بعدها أبدًا، وبدلًا من ذلك، كسب رزقه من العمل في تجارة القطع الفنية، خصوصًا اللوحات والمنحوتات. كان لماريانو رويز دور مهم في إعداد الجناح الإسباني في معرض باريس العالمي لعام 1889. بعيدًا عن الفنون والتجارة بها، ساهم ماريانو رويز في تنسيق الأعمال المرتبطة ببناء حلبة مصارعة الثيران في حديقة تروكاديرو. لم يصل ماريانو إلى الطبقات البرجوازية الثرية أبدًا، وعانى، مع انتقاله إلى مدريد، من مشاكل مالية، وعاش في شارع كال دي سان بيرناندو في مدريد، ومن ثم انتقل إلى شارع كالي ليستا. تزوج ماريانو ماريا كوادرادو، وأنجب منها ثلاثة أطفال. بعد وفاتها، تزوج مرة أخرى لويزا لاراميندي سيرانو المدريدية أيضًا ذات الأصول الألافية. أنجب رويز من زوجته الثانية ستة أطفال كان لويس أكبرهم والذكر الوحيد بينهم.
تلقى لويس تعليمه الابتدائي في معهد مدريد في سان إيسيدرو، المؤسسة اليسوعية المرموقة ذات التاريخ العريق، وحصل فيها على شهادة التعليم الثانوي، وتعرف فيها على بعض الشخصيات التي أصبحت في فترة لاحقة من حياتها شخصيات عامة، كلويس أوركويجو وماركيز دي أموريو. بالمقابل، واجه لويس في نفس المدرسة مشاكل مع المدرس ريتوريكا واي بويتيكا، الأمر الذي تسبب باتخاذ لويس لموقف فاتر فيما بعد تجاه اليسوعين والتعليم الرسمي. التحق لويس بعدها، في تاريخ غير محدد، بكلية ديريتشو في جامعة مدريد. لم يكن لويس ينفر من أسلوب الحياة البوهيمي، وصادق بوهيميين من أمثال أليخاندرو ساوا ورامون ماريا ديل بايي إنكلان. يعد تاريخ تخرج لويس من كلية ديريتشو في جامعة مدريد مجهولًا، إلا أنه كان قبل عام 1905. في تلك الفترة، مارس لويس لاراميندي المحاماة بصفته متدرب، حتى يتسنّى له فيما بعد افتتاح مكتبه الخاص. تكريمًا لعائلة والدته، عُدل اسم لويس من هيرناندو إي لاراميندي إلى هيرناندو إي رويز.
خلال سنوات دراسته الأكادينية، التقى لاراميندي بشقيقة زميله في الجامعة ماريانو دي موتيانو، ماريا دي مونتيانو إي يوريارتي (1886-1976)، من مدينة بلباو عاصمة مقاطعة بيسكاي. كانت ماريا ابنة طبيب سليل عائلة نبيلة مرموقة واشتهرت بكونها الفتاة الأكثر جمالًا في المدينة، لكنها كانت من الباسكيين المتعصبين. تزوج لاراميندي ويوريارتي في وقت ما قبل عام 1904. كان لويس يميل إلى الهدوء والتواضع، أما زوجته فكانت انطوائية، لكنها اتسمت أيضًا بالحزم والجرأة. استقر الزوجان في شارع كال فالازكيز، ورزقا بتسعة أطفال، ستة ذكور وثلاث فتيات. أصبح الابن الأكبر، إجناسيو هيرناندو دي لاراميندي، معروفًا على الصعيد الوطني بصفته المدير الأقدم والروح المؤثرة في شركة مابفري الإسبانية، التي تعد أهم شركات التأمين في البلاد. بالمقابل، لم يصبح أي من الأبناء الثمانية الآخرين مؤثرين على المستوى الوطني. شارك حفيد لويس، لويس هيرناندو دي لاراميندي إي مارتينيز، في العديد من الأنشطة الكارلية في مطلع القرن الحادي والعشرين. 

## الحياة العامة المبكرة
لم يكن ماريانو هيرناندو كارليًا، وبفضل تأثير جده لأبيه، تبنى لويس الأفكار الكارلية خلال فترة طفولته وشبابه. في الجامعة، صادق لويس عددًا من الطلاب من ذوي الفكر التقليدي من أمثال كوندي روديزنو وكوند دي دونا مارينا ورافائيل دياز أغوادو سالبيري. في العقد الأول من القرن العشرين، نشط لويس مع زملائه الآنف ذكرهم، في منظمة الشباب الكارلي وفي منظمة الشباب اليسوعي، جماعة لويس. في عام 1904، شغل لويس منصب رئيس تحرير إحدى الصحف الكارلية اليومية التي لم يكتب لها الاستمرار، صحيفة El Correo de Guipúzcoa. في مدريد، اشتُهر لاراميندي بعد أن أصبح سكرتيرًا لقسم العلوم التاريخية في معهد أتينيو دو مدريد، وشارك بصفته محاميًا في العديد من القضايا التي اشتهرت على نطاق واسع. 
شرع لويس بالدعاية الكاثوليكية في أنتينيو لاراماندي في محاولة منه لمواجهة المد العلماني المتزايد. في عام 1906، وجه لويس خطابًا قانونيًا للبرلمان الإسباني لمنع خطة السماح بالزواج المدني. في عام 1910، نشر لويس كتيب كيف ندافع عن أنفسنا من المدارس العلمانية الهادف لمناهضة مفاهيم المدارس العامة والعلمانية والحرة والإلزامية التي أطلقتها التجمعات الجمهورية، مدفوعًا بفكرة أحقية الآباء بتربية أطفالهم بالطريقة التي يريدونها. دفعته حملته ضد التعليم العلماني للسفر إلى الأندلس، مع أن المحافل العامة المختلفة كانت بمثابة ساحة معركته الرئيسية في العاصمة. بعيدًا عن معهد أتينيو دو مدريد، خطب لويس أيضًا في المسارح، وبعيدًا عن مواضيع التعليم، تطرق لويس إلى موضوع النقابية الكاثوليكية، وحلقات التجديف العامة، وسرعان ما تطور ليصبح رئيس فرع مدريد لمنظمة شباب جايميستا. 
في عام 1910، قرر لاراميندي الترشح للمقعد التقليدي في البرلمان الإسباني. لم يكن من الواضح سبب اختياره لمقاطعة أوفييدو للترشح عنها، خصوصًا وأنه لم يكن على أي صلة بأستورياس. لم تكن فرصة لاراميندي بالفوز بالانتخابات كبيرة، خصوصًا مع منافسته لقوى محلية من الوزن الثقيل متمثلة بأمثال ميلكياديس ألفاريز وخوزيه مانويل بيدريغال. خسر لاراميندي الانتخابات، وادّعى فساد الحرس المدني والتوزيع غير العادل للقدرات فيه. في العام التالي، حاول لاراميندي الترشح للانتخابات المحلية في فالنسيا معتمدًا هذه المرة على دعم الكارليين المحليين من أمثال مانويل سيمو ولويس لوسيا الذي يدير صحيفة دياريو دي فالنسيا اليومية، لكن المحاولة الثانية باءت أيضًا بالفشل. انخرط لاراميندي في مدريد في محاولات إطلاق مجلة دورية للشباب التقليدي، والتي أبصرت النور في نهاية المطاف باسم صحيفة الشباب - جهاز الشباب التقليدي Organo de las Juventudes Tradicionalistas. نظرًا لعدم وجود قاعدة كارلية واسعة في مدريد، لم يطل عمر المبادرة، واستمرت الصحيفة الأسبوعية بالصدور لعامين اثنين فقط، 1912-1913. مع ذلك، اشتهر لاراميندي بشكل كبير في أوساط الشباب المحافظ في العاصمة المدريدية، حتى أن إحدى الدوريات عنونت إحدى مقالاتها مرة: «من ذا الذي لا يعرف لاراميندي الطيب والمثقف؟» " quién no conoce al simpático y cultisimo Larramendi?". بحلول منتصف عام 1910 أصبح لاراميندي يزود الدوريات الكارلية، من مدريد إلى طرطوشة وقسطلونة ولقنت وبطليوس، بمقالات من كتابته بسهولة تامة.